# Forza Italia
Forza Italia (FI, hrv. naprijed Italija) je talijanska politička stranka desnog centra. Osnovao ju je poduzetnik i medijski tajkun Silvio Berlusconi. Od početka svog postojanja FI je najveća politička stranka u Italiji.

## Vanjske poveznice
- Službena stranica